# Santiago Formoso
Santiago Formoso (Vigo, 4 luglio 1953) è un ex calciatore statunitense, di ruolo difensore.

## Biografia
Nativo di Vigo, in Spagna, si trasferisce sedicenne con la famiglia negli Stati Uniti d'America, raggiungendo il padre. Nel 2016 viene realizzato sulla sua esperienza al N.Y. Cosmos un documentario, "Alén do Cosmos", scritto e diretto da Pedro Pablo Alonso.

## Caratteristiche tecniche
Pur avendo giocato a livello collegiale come ala sinistra e centravanti, passato al professionismo fu spostato in difesa da Manfred Schellscheidt, che lo trasformò in un terzino sinistro veloce ed elegante.

## Carriera

### Club
Si forma calcisticamente dapprima presso la Kearny High School e poi nella rappresentativa dell'università della Pennsylvania.
Nel 1976 viene ingaggiato dall'Hartford Bicentennials, franchigia della NASL, voluto da Manfred Schellscheidt che lo aveva già allenato a livello collegiale. Con i Bicentennials non riuscì a superare la fase a gironi del torneo 1976. 
L'anno seguente, con la squadra rinominata Connecticut Bicentennials, non riuscì a superare la fase a gironi del torneo.
Terminata l'esperienza con i Bicentennials, che non volle seguire nel loro trasferimento a Oakland, in California, rifiutò l'ingaggio da parte degli inglesi del Manchester Utd.
Dopo aver giocato alcuni incontri amichevoli con i N.Y. Cosmos nel 1977, viene ingaggiato dai newyorkesi per la stagione 1978, che si concluse proprio con la vittoria dei Cosmos nella finale contro i T.B. Rowdies, incontro nel quale però non scese in campo.
Il campionato seguente si concluse invece per Formoso ed i suoi Cosmos in semifinale, persa contro i futuri campioni del Vancouver Whitecaps.
Nel campionato 1980 lascia i Cosmos, venendo ingaggiato dai L.A. Aztecs. Nel corso della stagione lascerà i californiani per giocare negli Houston Hurricane, con cui giungerà al primo turno dei playoff per il titolo, venendo eliminato con i suoi dai canadesi dell'Edmonton Drillers.
Nel 1981 lascia la NASL per passare alla rivale American Soccer League in forza alla neonata franchigia dei Carolina Lightnin' con cui si aggiudica il torneo di quell'anno.
Rimarrà in forza alla squadra di Charlotte sino al 1984, anno in cui cambiò denominazione in Charlotte Gold, senza conseguire altri risultati di rilievo.
Chiude la carriera agonistica con i N.Y. Greek American, squadra della newyorkese Cosmopolitan Soccer League.
Contemporaneamente al calcio si dedicò anche all'indoor soccer, militando negli Aztecs e nei Buffalo Stallions.

### Nazionale
Nel 1975 parteciperà con la sua nazionale alle fallimentari qualificazioni ai Giochi della XXI Olimpiade.
Partecipò inoltre con la selezione olimpica al torneo calcistico dei sesti Giochi panamericani.
Naturalizzato statunitense, ha giocato tra il 1976 ed il 1977 sette incontri con la nazionale di calcio degli Stati Uniti d'America, esordendo nel pareggio casalingo a reti bianche contro il Messico il 3 ottobre 1976, subentrando all'ottantesimo a Neil Cohen.

## Statistiche

### Cronologia presenze e reti in Nazionale
| Cronologia completa delle presenze e delle reti in nazionale ― Stati Uniti | Cronologia completa delle presenze e delle reti in nazionale ― Stati Uniti | Cronologia completa delle presenze e delle reti in nazionale ― Stati Uniti | Cronologia completa delle presenze e delle reti in nazionale ― Stati Uniti | Cronologia completa delle presenze e delle reti in nazionale ― Stati Uniti | Cronologia completa delle presenze e delle reti in nazionale ― Stati Uniti | Cronologia completa delle presenze e delle reti in nazionale ― Stati Uniti | Cronologia completa delle presenze e delle reti in nazionale ― Stati Uniti |
| Data                                                                       | Città                                                                      | In casa                                                                    | Risultato                                                                  | Ospiti                                                                     | Competizione                                                               | Reti                                                                       | Note                                                                       |
| -------------------------------------------------------------------------- | -------------------------------------------------------------------------- | -------------------------------------------------------------------------- | -------------------------------------------------------------------------- | -------------------------------------------------------------------------- | -------------------------------------------------------------------------- | -------------------------------------------------------------------------- | -------------------------------------------------------------------------- |
| 3-10-1976                                                                  | Los Angeles                                                                | Stati Uniti                                                                | 0 – 0                                                                      | Canada                                                                     | Qual. Mondiali 1978                                                        | -                                                                          | 80’                                                                        |
| 15-10-1976                                                                 | Puebla de Zaragoza                                                         | Messico                                                                    | 3 – 0                                                                      | Stati Uniti                                                                | Qual. Mondiali 1978                                                        | -                                                                          |                                                                            |
| 10-11-1976                                                                 | Port-au-Prince                                                             | Haiti                                                                      | 0 – 0                                                                      | Stati Uniti                                                                | Amichevole                                                                 | -                                                                          |                                                                            |
| 14-11-1976                                                                 | Port-au-Prince                                                             | Haiti                                                                      | 0 – 0                                                                      | Stati Uniti                                                                | Amichevole                                                                 | -                                                                          |                                                                            |
| 22-12-1976                                                                 | Port-au-Prince                                                             | Stati Uniti                                                                | 0 – 3                                                                      | Canada                                                                     | Qual. Mondiali 1978                                                        | -                                                                          | 46’                                                                        |
| 6-10-1977                                                                  | Washington                                                                 | Stati Uniti                                                                | 1 – 1                                                                      | Cina                                                                       | Amichevole                                                                 | -                                                                          | Uscita                                                                     |
| 10-10-1977                                                                 | Atlanta                                                                    | Stati Uniti                                                                | 1 – 0                                                                      | Cina                                                                       | Amichevole                                                                 | -                                                                          | Uscita                                                                     |
| Totale                                                                     |                                                                            | Presenze                                                                   | 7                                                                          |                                                                            | Reti                                                                       | 0                                                                          |                                                                            |

## Palmarès
- Campionato NASL: 1

New York Cosmos: 1978
- American Soccer League: 1

Carolina Lightnin': 1981